# Tadeusz Pióro (poeta)
Tadeusz Pióro (ur. 15 marca 1960 w Warszawie) – polski poeta, prozaik, felietonista, historyk literatury, tłumacz z języka angielskiego (między innymi tłumaczenia Ashbery’ego, Schuylera, Harry’ego Mathewsa). Opublikował pięć książek poetyckich samodzielnie i dwie jako współautor. W roku 1993 obronił doktorat na Uniwersytecie Kalifornijskim w Berkeley (o twórczości Jamesa Joyce’a). Do roku 1997 wykładał na Southern Methodist University w Dallas, obecnie adiunkt anglistyki na Uniwersytecie Warszawskim. Członek redakcji magazynu Wino oraz Literatury na Świecie. Felietonista kulinarny Przekroju (2000–2005), obecnie miesięcznika Pani. Redaktor naczelny Dwukropka (2002–2003). W 2016 nominowany do Nagrody Literackiej Gdynia w kategorii poezja za tom Powązki. Mieszka w Warszawie.

## Publikacje
- Dom bez kantów, (razem z Andrzejem Sosnowskim i Kubą Koziołem). The Movable Feast Press, Chicago, 1992
- Okęcie, Przedświt, Warszawa, 1993.
- Wiersze okolicznościowe, Stowarzyszenie Literackie Kresy (kwartalnik), Lublin 1997.
- Syntetyczność, Centrum Sztuki – Teatr Dramatyczny, Legnica 1998.
- Dom bez kantów, Centrum Sztuki – Teatr Dramatyczny, Legnica 1998 (razem z Andrzejem Sosnowskim i Fantomasem).
- Wola i Ochota, Biuro Literackie Port Legnica, Legnica 2000.
- Pieśni miłosne, Biuro Literackie, Wrocław2004.
- Powązki, Biuro Literackie, Wrocław 2015